# Sucre d'orge

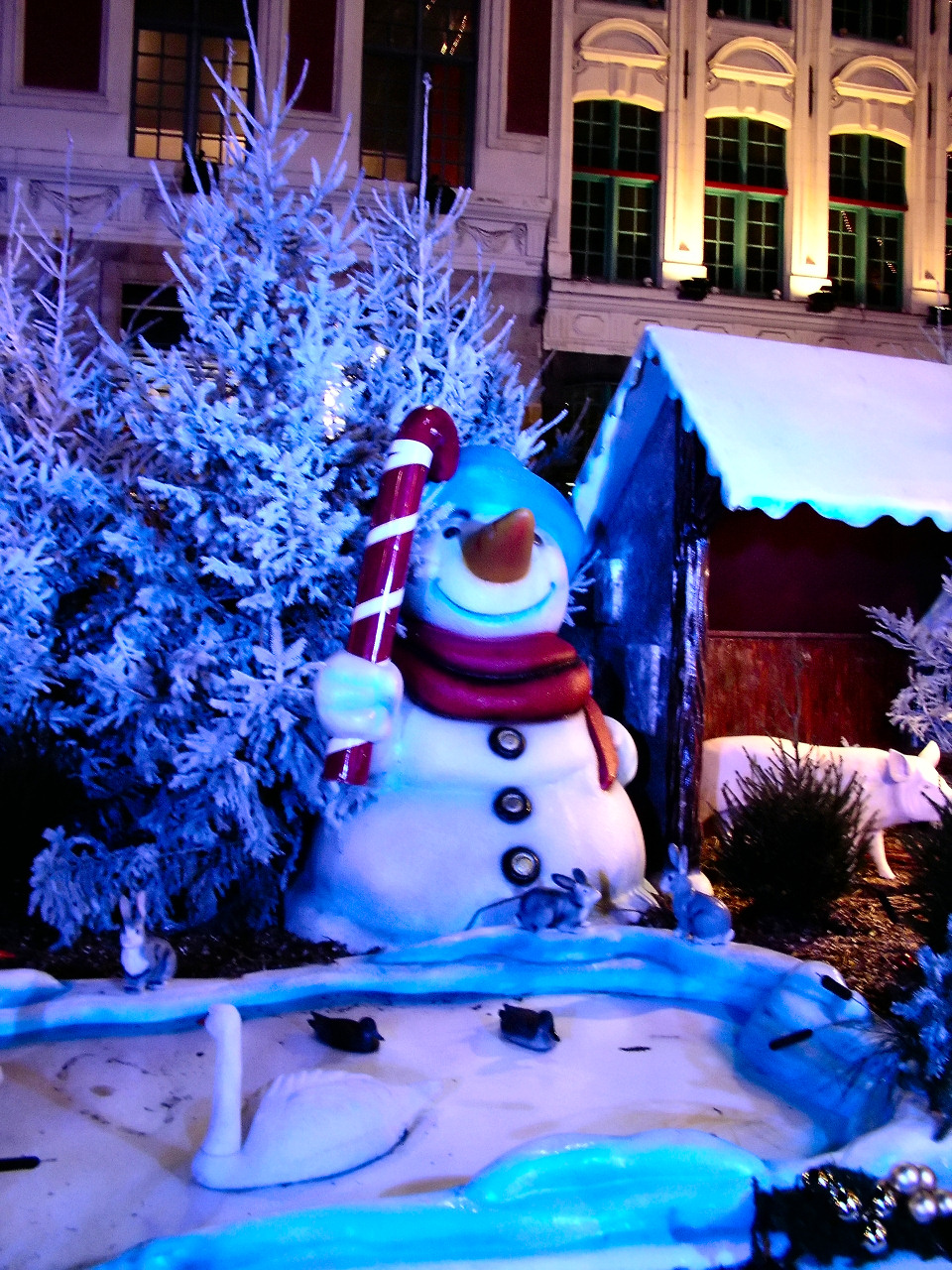
Un bonhomme de neige tenant un sucre d'orge en forme de crosse rappelant que le Père Noël échangea la mitre et la crosse de Saint Nicolas pour un bonnet rouge et un sucre d'orge.

Le sucre d'orge est une confiserie sous forme de berlingots de couleur ambrée ou de bâtonnets translucides, en sucre dur coloré contenant des extraits d'orge (ou de glucose qui remplace progressivement l'orge aujourd'hui).

## Origine du terme
Deux thèses s’affrontent sur l’origine du terme : selon la première, il aurait été à l'origine composé de sucre et sel ; selon l'autre, son nom original aurait été « sucre brûlé », mal traduit en « sugar barley » (littéralement orge en sucre) en Angleterre.
L'une des plus anciennes mentions du « sucre d'orge » figure dans une lettre de Nicolas Poussin de 1644. La confiserie y est surtout louée pour ses qualités de détachant domestique : « Si par hasard le papier s'était attaché en quelque lieu, prenez un peu de sucre d'orge, frottez doucement cet endroit, et le papier se détachera. »
Dans le dictionnaire de Furetière, édition de 1702, la présence de l'orge semble déjà appartenir au passé : « Le sucre d'orge est du sucre cuit à casser et jeté sur un marbre oint d'huile d'amande douce et ensuite formé en bâtons tortillés, longs comme la main et gros comme le doigt. On devrait le cuire avec la décoction d'orge, d'où il a pris son nom, mais pour le rendre plus beau et plus agréable, on se sert d'eau commune. »

## Histoire
La recette a été créée en 1638 par les bénédictines du prieuré de Notre-Dame des Anges à Moret-sur-Loing, qui découvrirent que la décoction d'orge perlé (ou gruau d'orge) pouvait colorer et parfumer le sucre de canne cuit, et y ajoutèrent du vinaigre pour éviter la cristallisation du sucre. Elles en firent un bâton qui servait de médication calmant les maux de gorges des moines chargés de lire les sermons et des prédicateurs. Sa mode se développa à la cour royale et comme pastille soulageant les maux de gorge des orateurs. Il subit un déclin à la suite de la disparition du monastère bénédictin en 1792 mais il connut un nouvel essor sous le Second Empire car le sucre d'orge de Vichy, créé par la confiserie Larbaud Aîné, était très apprécié de Napoléon III. Il fut remis à la mode essentiellement dans les stations thermales (Évian-les-Bains, Plombières-les-Bains, Cauterets) mais aussi à Moret où des religieuses la confectionnèrent jusqu'en 1972, date à laquelle elles transmirent la recette au confiseur Jean Rousseau qui perpétue la tradition des berlingots (sous forme d'un cœur transparent marqué d’une croix et des initiales R et M pour « Religieuses de Moret », ils sont recouverts de sucre glace pour empêcher qu’ils ne collent dans leur boîte de conditionnement) ou des bâtonnets enveloppés de cellophane. La maison Rousseau a également créé la confrérie du sucre d’orge en 1997.
Avec une recette voisine se fabriquait le pénide, qui était, avec d'autres produits sucrés, un élément du catholicum simple de la pharmacopée maritime occidentale au XVIIIe siècle.
|  |  |  |
|  |  |  |